# Goljam Beglik
Goljam Beglik, bulgariska: Голям Беглик (tidigare Vasil Kolarov, bulgariska: Васил Коларов), är en reservoar i Bulgarien.   Den ligger i regionen Pazardzjik, i den sydvästra delen av landet, 120 km sydost om huvudstaden Sofia.